# Häggtjärnen, Norrbotten
Häggtjärnen är en sjö i Bodens kommun i Norrbotten och ingår i Altersundets huvudavrinningsområde. Sjön har en area på 0,102 kvadratkilometer och ligger 52,1 meter över havet.

## Delavrinningsområde
Häggtjärnen ingår i det delavrinningsområde (732512-177594) som SMHI kallar för Mynnar i Altersundet. Medelhöjden är 83 meter över havet och ytan är 15,51 kvadratkilometer. Det finns inga avrinningsområden uppströms utan avrinningsområdet är högsta punkten. Vattendraget som avvattnar avrinningsområdet har biflödesordning 2, vilket innebär att vattnet flödar genom totalt 2 vattendrag innan det når havet efter 33 kilometer. Avrinningsområdet består mestadels av skog (85 procent). Avrinningsområdet har 0,92 kvadratkilometer vattenytor vilket ger det en sjöprocent på 5,9 procent.